# Pierre Desvalois
Pierre Desvalois (18 juin 1911-6 mai 2003) était un instituteur syndicaliste de Haute-Vienne qui fut secrétaire général du Syndicat national des instituteurs (SNI) de 1962 à 1966 et membre du Bureau de la Fédération de l'Éducation nationale (FEN) pendant la même période. Il fut également militant du Parti socialiste (avant 1969 de la SFIO).

## Le militant syndical
Pierre Desvalois, après être passé par l'école normale d’instituteurs de Limoges (Haute-Vienne), commence à enseigner en 1930 et adhère au Syndicat national des instituteurs. Il participa aux actions de mouvements antifascistes sous le Front populaire, notamment au mouvement des auberges de jeunesse.
À la Libération, son ami Henri Aigueperse, devenu secrétaire général du SNI, l’incita à devenir secrétaire général de la section départementale du SNI de Haute-Vienne. En 1951, il est candidat au Bureau national en position non éligible sur la liste de la majorité autonome conduite par Aigueperse. En décembre 1953, il est élu membre du Bureau national et entre simultanément au secrétariat permanent où il a la responsabilité des affaires corporatives et de l'Union française. Le secrétaire général est alors Denis Forestier. Pierre Desvalois s'installe alors à Paris.
En janvier 1962, Pierre Desvalois devient secrétaire général du SNI à la place de Denis Forestier qui se consacre à la présidence de la MGEN. Membre suppléant de la commission administrative nationale de la Fédération de l'Éducation nationale de 1951 à 1955, il en est titulaire de novembre 1955 à janvier 1967. De décembre 1962 à 1966, il siège au Bureau fédéral, l'Exécutif national de la FEN. En 1966, il était le vice-président de la Confédération mondiale des organisations de la profession enseignante (CMOPE). C'est Jean Daubard qui le remplace au secrétariat général du SNI.
Pendant sa période d'activité nationale au Syndicat, Pierre Desvalois s’engage fortement sur la question algérienne. Il défend dès 1955 dans les congrès du SNI et de la FEN la tenue d’une « conférence de la table ronde » pour régler le problème algérien. Il se rend à plusieurs reprises en Algérie, notamment en février 1960, en mai 1961 et en juin 1962. À cette dernière date, il fait partie de l’importante délégation de la FEN, du SNI et de la Mutuelle générale de l'Éducation nationale qui vint à Rocher-Noir (aujourd’hui Boumerdès), pour négocier avec l’Exécutif provisoire algérien, dont était membre Charles Koenig, des accords de coopération culturelle, et organiser la rentrée scolaire d’octobre 1962 dans l’Algérie devenue indépendante.
À partir de 1963, Pierre Desvalois combat la tentative lancée par l'hebdomadaire de Jean-Jacques Servan-Schreiber, L'Express, de pousser la candidature de Gaston Defferre (« Monsieur X » à l'élection présidentielle de 1965. la Grande Fédération sur laquelle repose ce projet, envisage en effet une alliance avec les forces issues du Mouvement républicain populaire hostiles à la laïcité que le SNI entend d'autant plus défendre qu'elle a été remise en cause par la loi Debré de 1959 que combat le syndicat. Pierre Desvalois contribue à l’émergence d’une candidature unique de la gauche, malgré l'hostilité qui a longtemps été la sienne vis-à-vis de François Mitterrand non sans avoir été longtemps hostile à l’hypothèse d’une candidature de François Mitterrand. Quand celle-ci s’affirme dans l’été 1965, il apporte le soutien du SNI.
Après sa retraite, Pierre Desvalois continue à assurer des responsabilités à la maison d'édition du SNI (SUDEL) et des responsabilités mutualistes (MGEN, MRIFEN). En 1988, il est également l'un des membres fondateurs de l’Association des Amis de Max Marchand, de Mouloud Feraoun et de leurs compagnons. Pierre Desvalois s’est intéressé à l’histoire du syndicalisme enseignant, notamment dans le cadre du séminaire coorganisé par le Centre fédéral de la FEN et le Centre de recherches d’Histoire des mouvements sociaux et du syndicalisme de l’Université de Paris I. Dans ce cadre, il a apporté deux témoignages : sur les instituteurs et la guerre d’Algérie ; sur le rôle du SNI et de la FEN dans l’échec de la Grande Fédération en 1965 sous le titre « Quand le syndicat rencontre la politique ».
De lui, James Marangé a dit : « Il est, lui aussi, de cette lignée de militants de la région de Limoges qui n’ont cessé d’avoir des représentants dans nos instances nationales. Orateur de talent, il n’avait pas son pareil pour susciter des vocations syndicales et déchaîner des enthousiasmes sans pour autant sacrifier la rigueur de l’analyse et de la démonstration. »

## Le militant socialiste limousin
Adhèrent du Parti socialiste SFIO pendant le Front populaire, il entre à son Comité directeur après avoir cessé d'être responsable syndical national. Il préside l' Union des cercles Jean Jaurès de 1967 à 1973. Dans cette période, commencent les efforts pour la rénovation du socialisme. Collaborateur de Guy Mollet de 1967 à 1969, il continue avec Alain Savary, premier secrétaire du « Nouveau Parti socialiste » de 1969 à 1971. Il est alors l'un de ses meilleurs soutiens. Il adhère également à l'Office universitaire de recherche socialiste (OURS).
Pierre Desvalois s’installe dans son Limousin natal, où il a conservé de fortes attaches, dans les années soixante-dix. Il siège au secrétariat de la fédération socialiste de Haute-Vienne jusqu’à la fin des années 1980. Ayant refusé les mandats électoraux « par principe ». Il accepte cependant d'être candidat FGDS aux élections législatives de 1973 dans la deuxième circonscription de la Haute-Vienne. Il se désiste au second tour en faveur du candidat communiste Marcel Rigout qui est élu et retrouve son siège perdu en 1968.
Pierre Desvaloirs se replie sur Séreilhac où il est délégué départemental de l'Éducation nationale (DDEN). Dans les années 1990, il devient président d’honneur de l’Union départementale des DDEN.

### Publications
Participation à deux ouvrages collectifs parus aux éditions Martinsart dans la collection « Les portes de la vie » :
- Le centenaire de la Ligue de l’enseignement, 1967 ;
- Algérie, Nedjma, l’Éducation nationale en Algérie, 1969.

### Sources
- Dictionnaire biographique du mouvement ouvrier français (Dictionnaire Maitron).
- École libératrice (hebdomadaire du SNI)
- L'Enseignement public (mensuel de la FEN)
- Témoignages publiés dans Les Cahiers du Centre fédéral (FEN) : 
  - « La guerre d’Algérie et les instituteurs », n° 1, mars 1992 ;
  - « Quand le syndicat rencontre la politique », n° 4, décembre 1992.